# Ernst Karl Ferdinand Petersen
Ernst Karl Ferdinand Petersen (* 16. Mai 1828 in Hille; † 18. März 1908 in Nizza) war ein deutsch-schweizerischer Chemiker und Unternehmer.

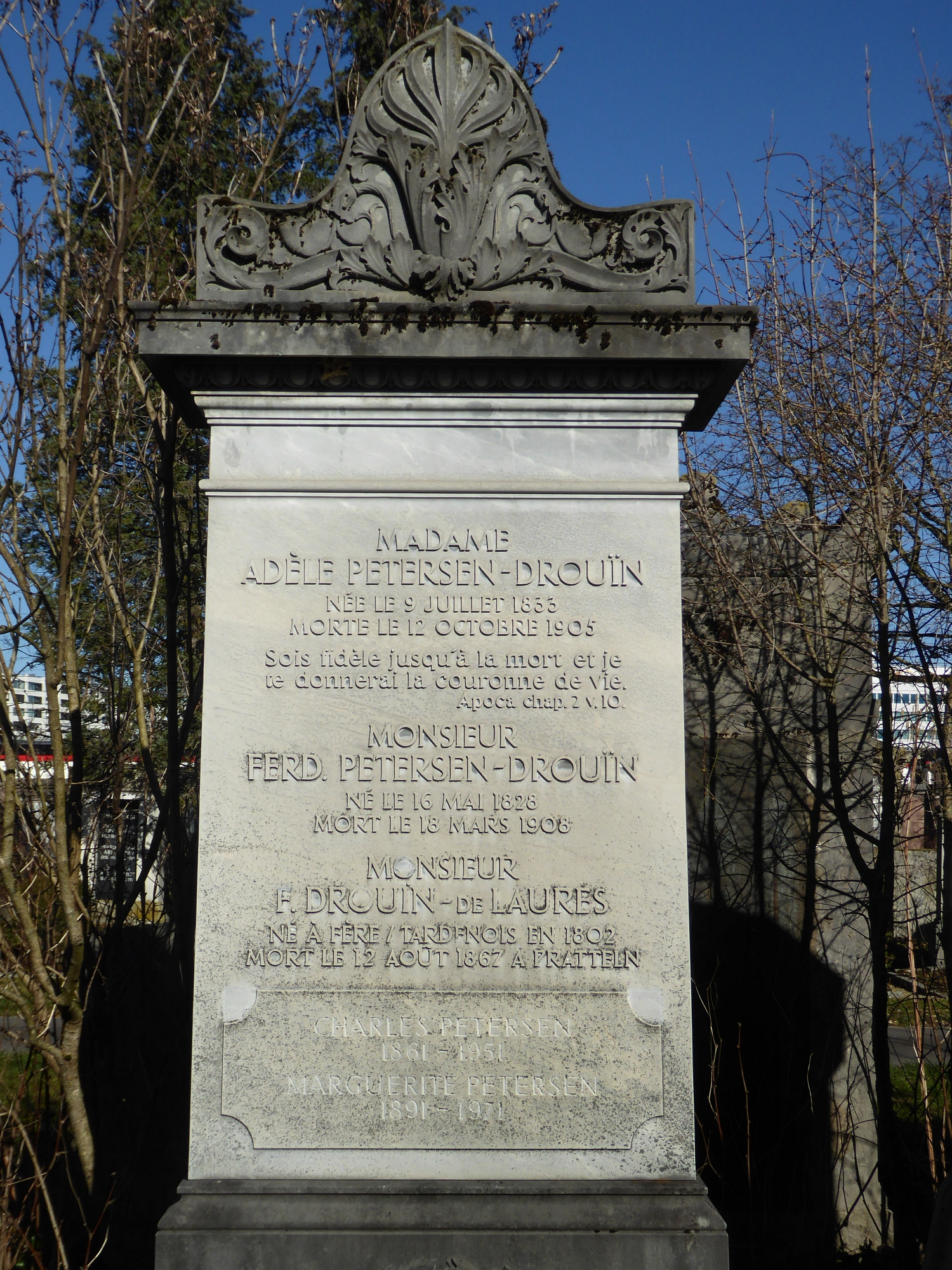
Grab auf dem Wolfgottesacker in Basel.

## Leben und Werk
Ernst Karl Ferdinand Petersen war ein Sohn eines Chemiefabrikanten. Bis 1866 war er Preuße, danach Bürger von Bettingen.
Von 1846 bis 1848 studierte Petersen Chemie bei Justus von Liebig in Gießen, anschliessend Betriebschemie in Glasgow. Anfang der 1850er-Jahre errichtete er in Saint-Denis bei Paris eine Fabrik, in der Murexid und Saflorkarmin produziert wurde. 1859 errichtete er eine Fabrik, in der Mauvein und später Fuchsin hergestellt wurde. 
1856 heiratete Petersen Adèle, geborene Drouin (1833–1905). Sie war die Tochter des Fabrikbesitzers für Säuren, Pottasche und Färbereiprodukte F. Drouin-de Laures (1802–1867).
Als Petersen Schwierigkeiten mit der französischen Patentgesetzgebung bekam, mietete er 1862 in der Saline Schweizerhalle einen Teil der Fabrik von Otto von Glenck (1821–1891). Dieser war ein Sohn des Carl Christian Friedrich Glenck. 1868 erwarb Petersen die Firma und produzierte Fuchsin. Sein Anilinrot besass Weltruf. Als gegen 1900 die Preise für Anilinfarben fielen, zog er sich aus seinem Geschäft zurück. Petersen gehörte zu den Pionieren der Basler Farbstoffindustrie.
Seine letzte Ruhestätte fand er auf dem Wolfgottesacker in Basel.